# Bastihalli, Hassan
Bastihalli là một làng thuộc tehsil Hassan, huyện Hassan, bang Karnataka, Ấn Độ.